# Matthias Benner
Matthias Benner (* 1974 in Leverkusen) ist ein deutscher Filmemacher und Autor.
Neben preisgekrönten Kurzfilmen, die er als Regisseur drehte, war er unter anderem als Autor für die Comedyserie RTL Samstag Nacht tätig. 2007 drehte er mit Blutsbande seinen ersten, abendfüllenden Spielfilm. Als ehemaliger Schüler des Landrat-Lucas-Gymnasium spielte er während seiner Schulzeit Theater mit dem deutschen Comedy Darsteller Ralf Schmitz und verdiente sich seine ersten Sporen in jungen Jahren als Mitarbeiter des international bekannten Filmemachers Uwe Boll.